# Darian Townsend
Darian Roy Townsend (* 28. August 1984 in Pinetown, Südafrika) ist ein ehemaliger südafrikanischer Schwimmer, der ab 2014 für die USA antrat. Er gewann eine olympische Goldmedaille für Südafrika. Bei Weltmeisterschaften auf der 25-Meter-Bahn erhielt er zwei Gold- und zwei Silbermedaillen sowie eine Bronzemedaille für die Vereinigten Staaten.

## Sportliche Karriere
Bei den Weltmeisterschaften 2003 in Barcelona erreichte die südafrikanische 4-mal-100-Meter-Freistilstaffel mit Darian Townsend, Roland Schoeman, Lyndon Ferns und Ryk Neethling den achten Platz. Ein Jahr später bei den Olympischen Spielen 2004 in Athen schwammen Schoeman, Ferns, Townsend und Neethling im Vorlauf fünf Sekunden schneller als bei den Weltmeisterschaften 2003 und waren die vorlaufschnellste Staffel mit zwei Sekunden Vorsprung auf die US-Staffel. Im Finale verbesserten die vier Südafrikaner den Weltrekord um eine halbe Sekunde und gewannen mit über einer Sekunde Vorsprung vor den Niederländern. Townsend trat in Athen auch über 200 Meter Lagen an, schied aber mit der 37. Zeit im Vorlauf aus.
Bei den Commonwealth Games 2006 in Melbourne schied Townsend über 100 und über 200 Meter Freistil vorzeitig aus. Mit der 4-mal-200-Meter-Freistilstaffel belegte er den fünften Platz. Bei den Afrikaspielen 2007 in Algier siegte Townsend mit der 4-mal-200-Meter-Freistilstaffel. Er wurde Fünfter über 100 Meter Freistil, Vierter über 200 Meter Freistil und Dritter über 200 Meter Lagen.
2008 bei den Olympischen Spielen in Peking schied Townsend über 200 Meter Freistil als 21. der Vorläufe aus. Die 4-mal-100-Meter-Freistilstaffel mit Lyndon Ferns, Darian Townsend, Roland Schoeman und Ryk Neethling schwamm in Vorlauf und Endlauf schneller als beim Weltrekord vier Jahre zuvor, belegte aber nur den siebten Platz. Jean Basson, Darian Townsend, Jan Venter und Sebastien Rousseau belegten den achten Platz in der 4-mal-200-Meter-Freistilstaffel. Townsend trat auch über 200 Meter Lagen an, schied aber als Elfter im Halbfinale aus. Mit der 4-mal-100-Meter-Lagenstaffel erreichte Townsend dann wieder das Finale. Gerhard Zandberg, Cameron van der Burgh, Lyndon Ferns und Darian Townsend belegten den siebten Platz.
Im Jahr darauf bei den Weltmeisterschaften 2009 in Rom schwamm die 4-mal-100-Meter-Freistilstaffel mit Lyndon Ferns, Graeme Moore, Darian Townsend und Roland Schoeman in 3:11,93 Minuten neuen Afrikarekord. Mit dieser Zeit lagen sie zwei Sekunden hinter den drittplatzierten Franzosen und wurden zeitgleich mit den Italienern Fünfte. Über 200 Meter Lagen belegte Townsend im Halbfinale den elften Platz. Die 4-mal-200-Meter-Freistilstaffel mit Jan Venter, Darian Townsend, Jean Basson und Sebastien Rousseau schwamm auf den achten Platz. Die Commonwealth Games 2010 fanden in Delhi statt. Townsend wurde Vierter über 200 Meter Lagen. Mit beiden Freistilstaffeln gewann er die Bronzemedaille. 2011 wurde Townsend südafrikanischer Meister über 200 Meter Lagen und über 100 Meter Schmetterling. Bei den Weltmeisterschaften in Shanghai trat er aber nur in den Freistilstaffeln und über 200 Meter Lagen an. Die 4-mal-100-Meter-Freistilstaffel mit Graeme Moore, Darian Townsend, Gideon Louw und Leith Shankland erreichte das Finale und schlug als Sechste an. Über 200 Meter Lagen verfehlte Townsend als Neunter des Halbfinales den Finaleinzug um 0,02 Sekunden. Im September 2011 bei den Afrikaspielen in Maputo gewann Townsend drei Goldmedaillen in den Staffeln. Er wurde Vierter über 100 Meter Freistil und erschwamm Silber über 200 Meter Freistil und über 200 Meter Lagen.
2012 in London nahm Townsend zum dritten Mal an Olympischen Spielen teil. Die 4-mal-100-Meter-Freistilstaffel mit Gideon Louw, Darian Townsend, Graeme Moore und Roland Schoeman erreichte den fünften Platz. In der 4-mal-200-Meter-Freistilstaffel belegten Darian Townsend, Sebastien Rousseau, Chad le Clos und Jean Basson den siebten Platz. Über 200 Meter Lagen schied Townsend als 21. der Vorläufe aus.
Townsend hatte in den Vereinigten Staaten studiert und an der University of Arizona graduiert. Danach blieb er in den USA und nahm 2014 deren Staatsbürgerschaft an. Bei den Kurzbahnweltmeisterschaften 2014 in Doha nahm er erstmals für die Vereinigten Staaten teil. Er schwamm ausschließlich in Staffelvorläufen. Da diese Staffeln in den Endläufen Medaillen gewannen, erhielt auch Townsend für seinen Vorlaufeinsatz Medaillen. Er gewann Gold mit der 4-mal-200-Meter-Freistilstaffel und mit der 4-mal-50-Meter-Mixed-Freistilstaffel. Silber erhielt er für die 4-mal-50-Meter-Freistilstaffel und für die 4-mal-100-Meter-Lagenstaffel, hinzu kam Bronze mit der 4-mal-100-Meter-Freistilstaffel. 2015 trat Townsend bei den Panamerikanischen Spielen in Toronto an und gewann Silber mit der 4-mal-200-Meter-Freistilstaffel sowie Bronze mit der 4-mal-100-Meter-Freistilstaffel. 2016 versuchte er sich bei den Trials für seine vierte Olympiateilnahme zu qualifizieren, scheiterte aber deutlich.